# Toruń
Torun [tɔruɲ] (tiếng Đức: Thorn (nghe), tiếng Kashubian: Torń, tiếng Latinh: Thorunium) là một thành phố ở miền bắc Ba Lan, bên sông Vistula, với dân số trên 197.812 người vào thời điểm tháng 6 năm 2021. Torun là một trong những thành phố cổ nhất và đẹp nhất tại Ba Lan. Phổ cổ thời trung cổ của Torun là nơi sinh của Nicolaus Copernicus. Năm 1997 nó đã được UNESCO đưa vào danh sách của di sản thế giới. Vào năm 2007, Phố cổ Torun đã được đưa vào danh sách Bảy kỳ quan của Ba Lan thị trường khu phố cổ và toà thị chính phong cách kiến trúc gothic National Geographic Polska bầu chọn là một trong 30 nơi đẹp nhất trên thế giới. Trong năm 2010, thành phố này đã được lựa chọn là một trong các "thành phố Ba Lan hấp dẫn cho kinh doanh ", xếp hạng được xuất bản bởi tạp chí Forbes còn năm 2009 đã được liệt kê như là một trong những thành phố tốt nhất để sinh sống tại Ba Lan trong một xếp hạng được xuất bản bởi Przekrój. Thành phố này trước đây là thủ phủ của tỉnh cùng tên (1921-1945).